# Verenigde Staten v. Libellants and Claimants of the Schooner Amistad

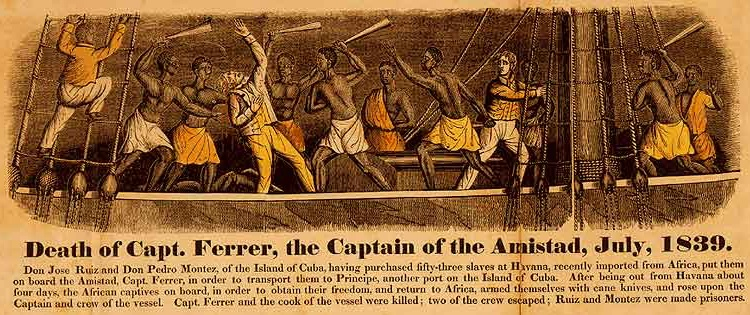
Tekening van de Amistadopstand

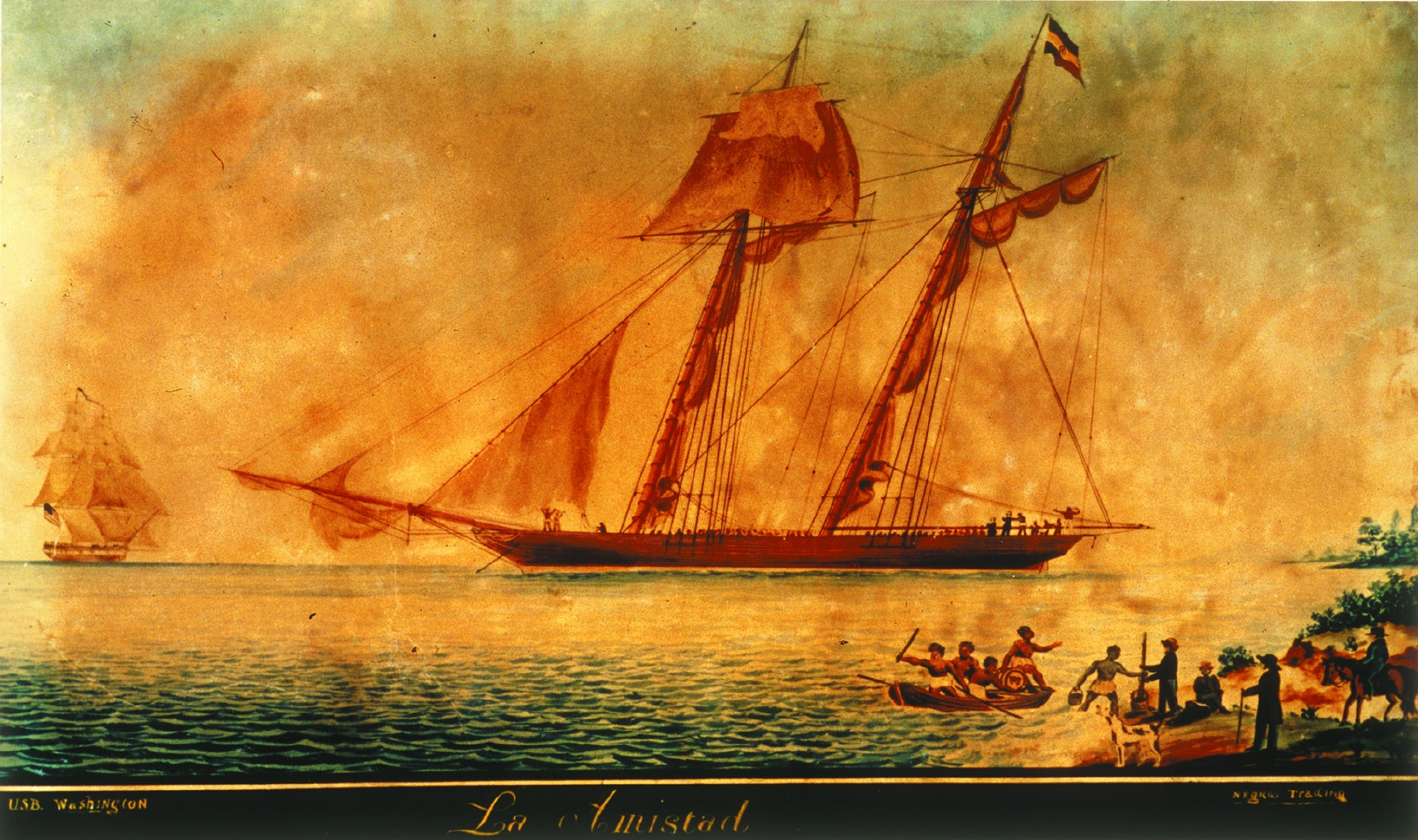
Schilderij van de Amistad

De Amistad (officieel in het Engels: United States v. Libellants and Claimants of the Schooner Amistad, 40 U.S. (15 Pet.) 518 (1841)) was een rechtszaak van het Amerikaanse Hooggerechtshof in 1841 die het gevolg was van de slavenopstand aan boord van de Spaanse schoener La Amistad in 1839.
De opstand brak uit op het moment dat de schoener, die langs de kust van Cuba voer, gekaapt werd door een groep gevangenen die eerder waren ontvoerd in Afrika en verkocht werden als slaven. De Afrikanen werden later gevat en gearresteerd op het vaartuig nabij Long Island in de staat New York door de United States Navy. De rechtszaken die hieruit voortvloeiden, gaven de abolitionistische beweging een duwtje in de rug. 
In 1840 kwam een federale rechtszaak tot het besluit dat het initiële transport van de Afrikanen over de Atlantische Oceaan (die niets met de Amistad te maken had) onwettig was, gezien de internationale slavenhandel verboden werd. De gevangenen waren bijgevolg geen wettige slaven, maar vrije individuen. Verder hadden de Afrikanen, gezien hun illegale beknotting, het recht om elke wettige maatregel te nemen om hun vrijheid te vrijwaren, waaronder met het gebruik van geweld. Het Amerikaanse Hooggerechtshof bevestigde deze bevindingen op 9 maart 1841. De Afrikanen keerden vervolgens terug naar Afrika in 1842. Deze rechtszaak beïnvloedde nadien een groot aantal wetgevende besluiten die in de Verenigde Staten tot stand zijn gekomen.  